# V kraljestvu Zlatoroga
V kraljestvu Zlatoroga (eslovè: Al regne de la banya d'or) va ser el primer Llargmetratge eslovè. Va ser filmat els anys 1928 i 1929 i va ser dirigit, rodat i editat per Janko Ravnik. Va ser una pel·lícula muda rodada en la tècnica del blanc i negre. La pel·lícula va ser produïda pel club d'alpinisme Skala i durava 107 minuts. Només uns dos terços de la pel·lícula original 31-mil·limetre (1.2 in), és a dir la versió escurçada de 76 minuts, es conserva avui dia.
El guió va ser escrit per Juš Kozak. La història parla d'un viatge d'un estudiant, un ferroviari i un camperol als Alps Julians, la gent que es troben en el seu camí i la seva ascensió a Triglav. La pel·lícula compta amb els alpinistes Joža Čop (Roban) i Miha Potočnik (Klemen).
V kraljestvu Zlatoroga es va estrenar el 29 d'agost de 1931 al Grand Hotel Union a Ljubljana. Va ser ben rebut pel públic, però criticat a les crítiques com a amateur. L'última vegada que la pel·lícula es va mostrar al públic va ser en el seu 80è aniversari a Grand Hotel Union l'agost de 2011. En aquesta ocasió, Pošta Slovenije va publicar un segell commemoratiu amb un motiu de la pel·lícula.

## Repartiment
- Joža Čop (Roban)
- Miha Potočnik (Klemen)
- Franica Sodja (Liza)
- Herbert Drofenik (Študent)